# Chojña Collo
Chojña Collo ist eine Ortschaft im Departamento La Paz im südamerikanischen Anden-Staat Bolivien.

## Lage im Nahraum
Chojña Collo ist der bevölkerungsgrößte Ort im Kanton Villa Rosario de Corapata im Municipio Pucarani in der Provinz Los Andes. Der Ort liegt in einer Höhe von 3840 m am rechten nordwestlichen Ufer der Quebrada Calamaya, fünfundzwanzig Kilometer südöstlich des Titicacasees.

## Geographie
Chojña Collo liegt auf der bolivianischen Hochebene zwischen den Anden-Gebirgsketten der Cordillera Occidental im Westen und der Cordillera Central im Osten. Die Region weist ein ausgeprägtes Tageszeitenklima auf, bei dem die Temperaturschwankungen im Tagesverlauf deutlicher ausfallen als im Jahresverlauf.
Die mittlere Jahrestemperatur der Region liegt bei 8,8 °C (siehe Klimadiagramm Batallas), die Monatsdurchschnittstemperaturen schwanken nur unwesentlich zwischen 6 °C im Juli und 10 °C im November/Dezember. Der Jahresniederschlag beträgt knapp 600 mm, die Monatsniederschläge liegen zwischen unter 20 mm von Mai bis August und zwischen 100 und 120 mm von Dezember bis Februar.

## Verkehrsnetz
Chojña Collo liegt in einer Entfernung von 41 Straßenkilometern nordwestlich von La Paz, der Hauptstadt des gleichnamigen Departamentos.
Von La Paz führt die Nationalstraße Ruta 2 über El Alto in nordwestlicher Richtung bis Villa Vilaque und von dort weiter über Batallas und Huarina nach Copacabana am Titicacasee. Nach Südwesten hin zweigt in Vilaque eine unbefestigte Landstraße ab, die über das fünf Kilometer entfernte Corapata nach Chojña Collo führt.

## Bevölkerung
Die Einwohnerzahl der Ortschaft ist in den vergangenen beiden Jahrzehnten leicht angestiegen:
| Jahr | Einwohner         | Quelle       |
| ---- | ----------------- | ------------ |
| 1992 | keine Detaildaten | Volkszählung |
| 2001 | 612               | Volkszählung |
| 2012 | 693               | Volkszählung |
| 2024 |                   | Volkszählung |

Die Region weist einen hohen Anteil an Aymara-Bevölkerung auf, im Municipio Pucarani sprechen 96,7 Prozent der Bevölkerung Aymara.